# Hot Fuss
| 전문가 평가          | 전문가 평가 |
| 총 점수              | 총 점수     |
| 출처                 | 점수        |
| -------------------- | ----------- |
| 메타크리틱           | 66/100      |
| 평가 점수            |             |
| 출처                 | 점수        |
| AllMusic             | [ 4 ]       |
| Alternative Press    | 4/5         |
| Blender              | [ 8 ]       |
| Entertainment Weekly | C           |
| The Independent      | [ 10 ]      |
| NME                  | 7/10        |
| Pitchfork            | 5.2/10      |
| Q                    | [ 13 ]      |
| Rolling Stone        | [ 14 ]      |
| Spin                 | [ 15 ]      |

《Hot Fuss》는 미국의 록 밴드 더 킬러스의 데뷔 스튜디오 음반으로, 2004년 6월 7일, 영국에서, 2004년 6월 15일, 미국에서 아일랜드 레코드에 의해 발매되었다. 음반의 음악은 주로 뉴 웨이브와 포스트펑크의 영향을 받았다. 《Hot Fuss》는 네 개의 비평적이고 상업적으로 성공적인 싱글 〈Mr. Brightside〉, 〈Someone Told Me〉, 〈All Things That I've Done〉, 〈Smile Like You Me Mean It〉을 탄생시켰다.
이 음반은 빌보드 200 차트에서 7위, 영국 음반 차트에서 1위를 차지했다. 2012년 12월 기준으로 《Hot Fuss》는 미국에서 300만 장 이상, 영국에서 200만 장 이상을 포함하여 전 세계적으로 700만 장 이상의 판매고를 올렸다. 또한 오스트레일리아, 캐나다, 아일랜드, 뉴질랜드에서도 플래티넘 또는 멀티 플래티넘 인증을 받았다. 이 음반과 첫 세 싱글은 2005년 제47회 그래미 어워드에서 다섯 개의 그래미 어워드 후보에 올랐다.

## 배경
이 음반은 2003년 캘리포니아주 버클리에서 제프 솔츠먼과 함께 여러 지점에서 녹음되었으며, 콜린 버드가 기타리스트 데이브 큐닝의 아파트에서 녹음한 〈Everything Will Be Alright〉를 제외하고는 녹음되었다. 많은 트랙이 원래 데모로 녹음되었으며, 밴드는 이를 즉흥적으로 유지하기로 결정했다. 이 음반은 로스앤젤레스의 코너스톤 스튜디오의 마크 니덤과 런던의 에덴 스튜디오의 앨런 몰더가 믹싱했다. 2012년, 브랜던 플라워스는 스트록스의 음반 《Is This It》을 듣고 "우울해졌다"고 《NME》에 말했다. "그 음반은 정말 완벽하게 들렸다"라고 그는 말했다. "우리는 작업 중이던 모든 곡을 버렸고, 컷을 통과한 유일한 곡은 〈Mr. Brightside〉였습니다."

## 곡 목록
| #   | 제목                            | 작사·작곡                                  | 재생 시간 |
| --- | ------------------------------- | ------------------------------------------ | --------- |
| 1.  | Jenny Was a Friend of Mine      | 브랜던 플라워스, 마크 스토머               | 4:04      |
| 2.  | Mr. Brightside                  | 플라워스, 데이브 큐닝                      | 3:43      |
| 3.  | Smile Like You Mean It          | 플라워스, 스토머                           | 3:54      |
| 4.  | Somebody Told Me                | 플라워스, 큐닝, 스토머, 로니 반누치 주니어 | 3:17      |
| 5.  | All These Things That I've Done | 플라워스                                   | 5:01      |
| 6.  | Andy, You're a Star             | 플라워스                                   | 3:14      |
| 7.  | On Top                          | 플라워스, 큐닝, 스토머, 반누치             | 4:18      |
| 8.  | Change Your Mind                | 플라워스, 큐닝                             | 3:11      |
| 9.  | Believe Me Natalie              | 플라워스, 반누치                           | 5:05      |
| 10. | Midnight Show                   | 플라워스, 스토머                           | 4:02      |
| 11. | Everything Will Be Alright      | 플라워스                                   | 5:45      |

## 인증
| 국가                                                                                         | 인증        | 판매량/출하량 |
| -------------------------------------------------------------------------------------------- | ----------- | ------------- |
| 아르헨티나 (CAPIF)                                                                           | 골드        | 20,000^       |
| 오스트레일리아 (ARIA)                                                                        | 6× 플래티넘 | 420,000       |
| 벨기에 (BEA)                                                                                 | 골드        | 25,000*       |
| 캐나다 (뮤직 캐나다)                                                                         | 6× 플래티넘 | 600,000       |
| 덴마크 (IFPI Danmark)                                                                        | 2× 플래티넘 | 40,000        |
| 프랑스 (SNEP)                                                                                | 골드        | 100,000*      |
| 독일 (BVMI)                                                                                  | 골드        | 100,000^      |
| 이탈리아 (FIMI) sales since 2009                                                             | 골드        | 25,000        |
| 뉴질랜드 (RMNZ)                                                                              | 2× 플래티넘 | 30,000^       |
| 싱가포르 (RIAS)                                                                              | 골드        | 5,000*        |
| 대한민국                                                                                     | —           | 2,623         |
| 영국 (BPI)                                                                                   | 8× 플래티넘 | 2,400,000     |
| 미국 (RIAA)                                                                                  | 6× 플래티넘 | 6,000,000     |
| 요약                                                                                         |             |               |
| 유럽 (IFPI)                                                                                  | 플래티넘    | 1,000,000*    |
| 전 세계                                                                                      | —           | 7,000,000     |
| *판매량을 기반으로 한 인증 · ^출하량을 기반으로 한 인증 · 판매량+스트리밍을 기반으로 한 인증 |             |               |